# Ріхард Рунге
Ріхард Тольме Рунге (нім. Richard Tolme Runge; 22 листопада 1890, Гамбург, Німецька імперія — 15 листопада 1917, Лангемарк, Бельгія) — німецький льотчик-ас, лейтенант Імперської армії.

## Біографія
Учасник Першої світової війни. 15 травня 1917 року вступив у 18-ту винищувальну ескадрилью, маючи на своєму рахунку одну перемогу, здобуту в невстановленій частині. Рунге збив ще 7 літаків супротивника, перш ніж загинув: його Albatros D.V був підпалений і збитий о 10:40, над дорогою між Штаденом та Лангемарком, лейтенантом Кеннетом Монтгомері з 45-ї ескадрильї, що літав на винищувачі Sopwith Camel (В3829).

## Нагороди
- Залізний хрест 2-го і 1-го класу